# Waleri Wladimirowitsch Popentschenko
Waleri Wladimirowitsch Popentschenko (russisch Валерий Владимирович Попенченко; * 26. August 1937 in Moskau; † 15. Februar 1975 in Moskau) war sowjetischer Boxer. Er war Olympiasieger 1964 und Europameister 1963 und 1965 jeweils im Mittelgewicht.

## Werdegang
Waleri Popentschenko wuchs in Taschkent auf und begann dort 1949 mit dem Boxen. Sein Trainer in Taschkent wurde Juri Matulewitsch, dem er auch die ersten Erfolge als Jugend- bzw. Juniorenboxer in Taschkent und Usbekistan verdankte.
Nach dem Abschluss der Schule im Jahre 1955 ging Waleri Popentschenko nach Leningrad und trat als Offiziersanwärter den sowjetischen Grenztruppen bei, die damals der Staatssicherheit unterstanden. Er wurde deshalb Mitglied des Sportclubs „Dynamo“ Leningrad. Bei Dynamo Leningrad wurde Grigori Kusnik sein Trainer. Im Jahre 1958 wurde Waleri Popentschenko Spartakiadesieger von Leningrad im Mittelgewicht und erkämpfte sich damit das Startrecht für die sowjetischen Meisterschaften 1959. Bei diesen Meisterschaften, die im Rahmen der 1. Spartakiade der Sowjetunion ausgetragen wurden, gelang ihm dann auf Anhieb der Titelgewinn vor Jewgeni Feofanow, der in den nächsten Jahren einer seiner Hauptkonkurrenten in der Sowjetunion werden sollte. 1959 bestritt Waleri Popentschenko auch seine ersten internationalen Starts. Einer davon führte ihn nach Dortmund, wo er im Rahmen eines Länderkampfes der Bundesrepublik Deutschland gegen die Sowjetunion im Mittelgewicht Punktsieger über den Stuttgarter Eberhard Radzik wurde.
Die harte Konkurrenz von Jewgeni Feofanow zeigte sich dann schon bei der sowjetischen Meisterschaft 1960, die gleichzeitig als Ausscheidung für die Olympischen Spiele in Rom galt, als Waleri Popentschenko im Halbfinale gegen Feofanow verlor und deshalb bei dieser Meisterschaft nur auf den dritten Platz kam. Nach Rom fuhr Feofanow. In einem weiteren Länderkampf BRD gegen Sowjetunion, der in Moskau stattfand, traf er erstmals auf Emil Schulz aus Kaiserslautern und besiegte diesen nach Punkten.
Im Jahre 1961 drehte Waleri Popentschenko bei der sowjetischen Meisterschaft den Spieß um, denn er besiegte im Halbfinale Jewgeni Feofanow sicher nach Punkten und wurde durch einen Sieg über Anatoli Koromyslow im Finale zum zweiten Mal sowjetischer Meister. Bei der Europameisterschaft dieses Jahres in Belgrad wurde aber im Mittelgewicht trotzdem Jewgeni Feofanow eingesetzt.
1962 wurde Waleri Popentschenko zum dritten Mal sowjetischer Meister. Er besiegte dabei im Endkampf Alexei Kisseljow. Internationale Meisterschaften fanden in diesem Jahre nicht statt.
Nach seinem erneuten Titelgewinn bei der sowjetischen Meisterschaft 1963, er besiegte dort im Endkampf wieder Alexei Kisseljow, wurde er dann erstmals bei einer großen internationalen Meisterschaft, der Europameisterschaft in Moskau, eingesetzt. Waleri Popentschenko siegte dort im Viertelfinale über den Italiener Maurro durch Aufgabe in der ersten Runde, besiegte den Jugoslawen Dragoslav Jakovljević nach Punkten und gewann durch einen Abbruchsieg in der zweiten Runde über Ion Monea aus Rumänien den Europameistertitel. Nach dieser Meisterschaft kam es in Łódź zu einem Länderkampf Polen gegen die Sowjetunion. Waleri Popentschenko musste dabei gegen Tadeusz Walasek seine erste und einzige Niederlage in einem internationalen Kampf hinnehmen, als Walasek ein umstrittener 2:1-Punktsieg zugesprochen wurde.
Auch im Olympiajahr 1964 wurde Waleri Popentschenko sowjetischer Meister und hatte sich damit für einen Start bei den Olympischen Spielen in Tokio qualifiziert. In Tokio stellte er sich bestens vorbereitet in hervorragender Form vor. Er besiegte nacheinander Sultan Mahmoud aus Pakistan durch KO in der ersten Runde, Joe Darkey aus Ghana nach Punkten und in der Revanche Tadeusz Walasek durch KO in der dritten Runde. Im Finale stand ihm Emil Schulz gegenüber, den er sofort hart traf und noch in der ersten Runde KO schlug. Selten hat ein Boxer einen Olympiasieg so überzeugend gewonnen. Waleri Popentschenko wurde deshalb wegen seiner Leistungen in der Sowjetunion ungemein populär.
1965 war das letzte Jahr der Boxerkarriere von Waleri Popentschenko. Er wurde wiederum sowjetischer Meister und vertrat sein Land bei der Europameisterschaft in Berlin (Ost). Auch bei dieser Meisterschaft zeigte er seine enorme Stärke. Er gewann im Achtelfinale über den West-Berliner Rudi Hornig nach Punkten und besiegte dann Karall aus Österreich durch KO in der ersten Runde, wurde im Halbfinale Aufgabesieger in der ersten Runde über Lucjan Słowakiewicz aus Polen und schlug im Finale den Engländer Robinson in der ersten Runde KO.
Nach Beendigung seiner Boxerlaufbahn verließ Waleri Popentschenko auch die Grenztruppen in Leningrad und begann in Moskau ein Ingenieurstudium. Nach dessen Abschluss arbeitete an einem Institut für Bauwesen in Moskau. Dort kam er am 15. Februar 1975 auf tragische Art und Weise um das Leben. Bei einer Begehung eines Rohbaues glitt er aus und stürzte in einen tiefen Treppenschacht, wo er noch an Ort und Stelle verstarb. Beigesetzt wurde er in Moskau auf dem Wwedenskoje-Friedhof.
Waleri Popentschenko war in der Sowjetunion sehr populär. Kaum ein anderer Boxer hat seine Siege bei den internationalen Meisterschaften so überlegen erzielt wie er.

## Länderkämpfe
- 1959 in Dortmund, BRD gegen UdSSR, Punktsieger über Eberhard Radzik,
- 1960 in Kiew, UdSSR gegen BRD, Punktsieger über Emil Schulz,
- 1962 in Moskau, UdSSR gegen Japan, Punktsieger über M. Igarashi,
- 1962 in London, England gegen UdSSR, Punktsieger über Alf Matthews,
- 1962 in Wolverhampton, England gegen UdSSR, Punktsieger über John Caiger,
- 1963 in Łódź, Polen gegen UdSSR, Punktniederlage gegen Tadeusz Walasek,
- 1963 in Odessa, UdSSR gegen Bulgarien, techn. KO-Sieger 3. Runde über Mehmed Velitschew,
- 1964 in Moskau, UdSSR gegen Polen, Punktsieger über Tadeusz Walasek

## Sowjetische Meisterschaften von 1959 bis 1965 im Mittelgewicht
- 1959: 1. Waleri Popentschenko, 2. Jewgeni Feofanow, 3. R. Akopew,
- 1960: 1. Jewgeni Feofanow, 2. Dan Pozniak, 3. Waleri Popentschenko u. Anatoli Koromyslow,
- 1961: 1. Waleri Popentschenko, 2. Anatoli Koromyslow, 3. V. Nowitschkow u. Jewgeni Feofanow,
- 1962: 1. Waleri Popentschenko, 2. Alexei Kisseljow, 3. G. Solomonow u. Jan Rowitsch,
- 1963: 1. Waleri Popentschenko, 2. Alexei Kiseljow, 3. I. Jewstignejew u. A. Nefedow,
- 1964: 1. Waleri Popentschenko, 2. I. Jewstignejew, 3. V. Umbrast  u. E. Kaufman,
- 1965: 1. Waleri Popentschenko, 2. Jan Rowitsch, 3. I. Jewstignejew u. E. Kaufman